# Elezioni primarie del Partito Repubblicano del 2000 (Stati Uniti d'America)
Le elezioni primarie del Partito Repubblicano del 2000 sono state il processo di selezione attraverso il quale gli elettori del Partito Repubblicano hanno scelto il loro candidato alla presidenza degli Stati Uniti nelle elezioni presidenziali statunitensi del 2000.
Furono vinte dal governatore del Texas George Walker Bush.

## Elezioni
Le primarie si tennero dal 24 gennaio al 6 giugno 2000 e videro la netta vittoria del Governatore del Texas e figlio del 41º presidente George W. Bush; ottenne più di 12 milioni di voti, pari al 62% e 1496 delegati per la convention. Il principale sfidante fu il senatore dell'Arizona e eroe del Vietnam John McCain che riuscì a vincere in 7 stati, ottenendo 6 milioni di voti pari al 31% e 244 delegati, si ritirò durante le primarie e sostenendo il governatore texano Bush. L'ultimo avversario fu Alan Keyes, ex vice Segretario di Stato sotto la presidenza Reagan, ottenne meno di 1 milione di voti pari al 5.1% con 22 delegati e si ritirò solamente durante la convention di Philadelphia.

## Risultati
Voto presidenziale della Convention nazionale repubblicana:
| Candidato      | Delegati | %     |
| -------------- | -------- | ----- |
| George W. Bush | 2.058    | 99,61 |
| Alan Keyes     | 6        | 0,29  |
| John McCain    | 1        | 0,05  |
| Astensioni     | 1        | 0,05  |
| Totale         | 2.066    | 100   |

Vinse quindi George Walker Bush che nominò candidato vicepresidente degli Stati Uniti d'America Dick Cheney, ex capo di gabinetto durante la presidenza Ford, ex Rappresentante del Wyoming e ex Segretario della Difesa durante la presidenza di George W. H. Bush.